# Добровляни (хор)
«Добровляни» — народний аматорський хор на Тернопільщині.

## Історія хору

Самодіяльний народний хор с. Добрівляни на Республіканському огляді-конкурсі, 1972 рік. Володар золотої медалі. Керівник — Теодор Хмурич

Створений 1947 в селі Добрівлянах Заліщицького району Тернопільської області. Організаторами хору були Іван Романко (згодом викладач Тернопільського музичного училища) та Микола Федорашко (керівник танцювальної групи). Цього ж року відбувся перший гастрольний тур молодого колективу, а перший успіх прийшов у 1949 році, коли колектив здобув друге місце в номінації «сільські хори» на Республіканській олімпіаді художньої самодіяльності, що проходила в Києві.
У 1950—1963 рр. диригентом та художнім керівником хору був Ярослав Смеречанський, під чиїм керівництвом колектив став лауреатом численних конкурсів як в Україні, так і за її межами.
З 1964 року колективом керує Теодор Хмурич, у співпраці з яким, хор досяг нових злетів.
Крім концертих виступів хор брав участь в озвученні українських кінофільмів.
Колектив здійснив запис одинадцяти пісень на грамплатівку всесоюзної фірми «Мелодія».

## Керівники
- Іван Романко.
- Заслужений працівник культури України Ярослав Смеречанський.
- Теодор Хмурич — від 1964.

## Нагороди, відзнаки
- Друге місце на Республіканській олімпіаді художньої самодіяльності в номінації «сільські хори» (Київ, 1949).
- Бронзова медаль 6-го Всесвітнього фестивалю молоді у Москві (1957).
- 1964 присвоєно звання «народний».
- Державні грамоти та дипломи, лауреат обласного конкурсу ім. С. Крушельницької.

Хор був учасник багатьох фестивалів народної творчості, виступав у Тернополі, Києві, Пензі (нині РФ), Болгарії та ін. В ході гастрольної подорожі до Польщі у 1989 році виступав у Мальборці, Гданську, Гдині та Варшаві, де отримав схвальні відгуки у слухачів.

## Вшанування
У селі Добрівляни з 1972 року діє музей хору, де зберігаються сценічні костюми хористів, фотографії виступів, колекція нагород. Це перший музей, присвячений окремому хоровому колективу в Тернопільській області.